# هالة مجرية

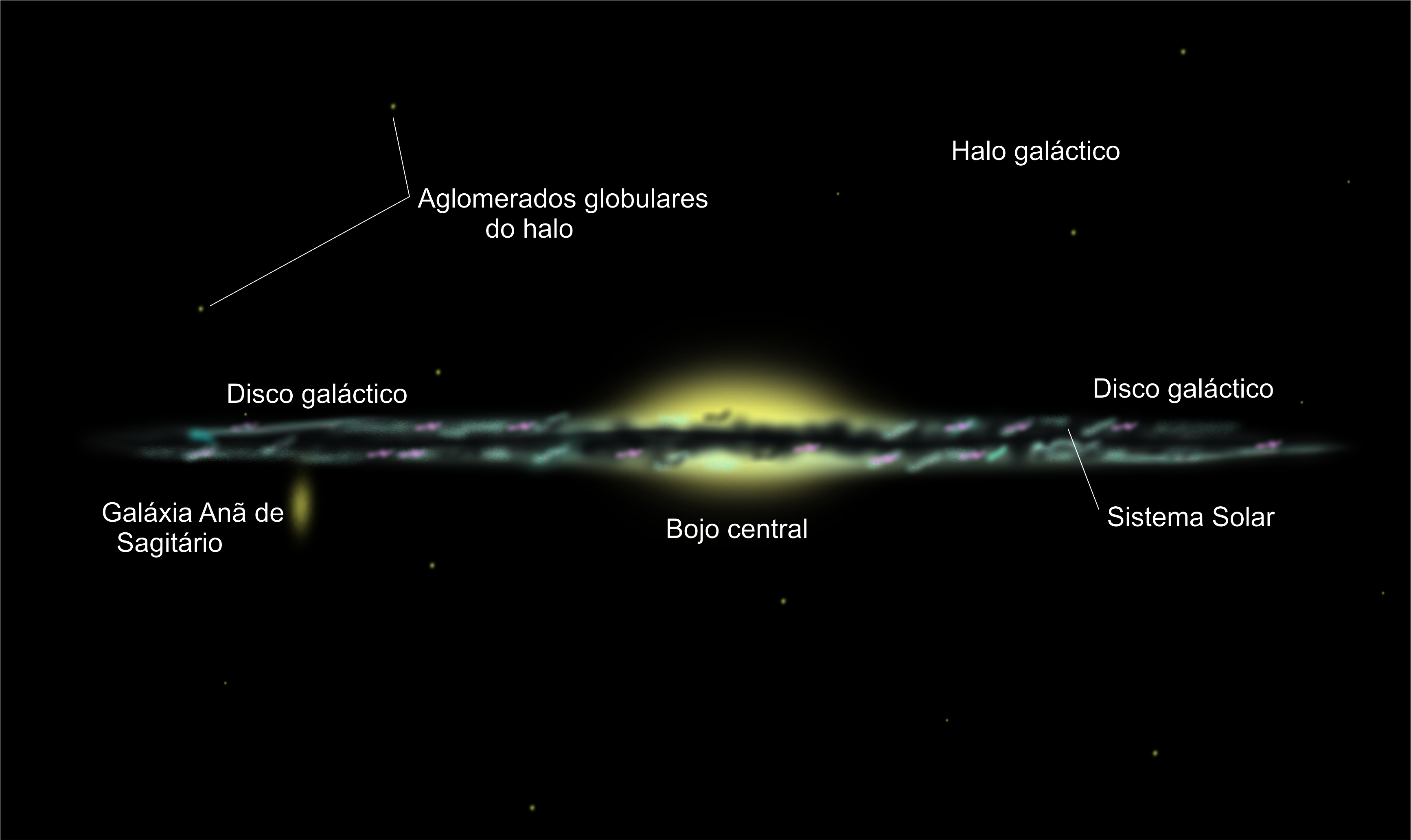
نموذج لمجرة حلزونية بها القرص الذي يحوي معظم النجوم والمادة، فوقه وأسفل منه هالة محتوية على تجمعات نجمية متناثرة.

الهالة المجرية (بالإنجليزية: galactic halo ) هي الجزء الكروي المحيط بالمجرة ويحوي القرص . الهالة كروية وتمتد إلى أبعاد تفوق أماكن مكوناتها المرئية . وتقسم الهالة المجرية إلى الأقسام التالية: 
- التـجمعات النجمية ،
- هالة ساخنة: وهي تحوي غاز ساخن في الوسط بين النجمي أو بالتالي البلازما ( بروتونات و إلكترونات حرة) ،
- هالة من مادة مظلمة

التفرقة بين الهالة والبنية الرئيسة في مجرة تكون واضحة في حالة المجرات الحلزونية، حيث يكون قرص المجرة رقيقا مستويا بينما تكون الهالة كروية وتحيط بالقرص. أما في حالة المجرات الإهليلجية فلا نجد حدا واضحا بين جسم المجرة والهالة .

## أقرأ أيضا
- قرص مجرة
- حوصلة مجرة
- إكليل مجرة